# Pierre Stasse
Pierre Stasse (* 30. August 1912 in Lüttich; † 1. Mai 1971 in Hoeillart) war ein belgischer Autorennfahrer.

## Karriere
Pierre Stasse war in den 1950er-Jahren bei einigen internationalen Sportwagenrennen aktiv. 1953 wurde er mit dem Deutschen Walter Deutsch als Partner 18. beim 24-Stunden-Rennen von Spa-Francorchamps. 1954 pilotierte er gemeinsam mit Johnny Claes einen Porsche 550 an die 12. Stelle der Gesamtwertung des 24-Stunden-Rennens von Le Mans und mit Olivier Gendebien einen Alfa Romeo 1900SS an die siebte bei der Tour de France für Automobile 1954.

## Statistik

### Le-Mans-Ergebnisse
| Jahr | Team       | Fahrzeug           | Teamkollege  | Platzierung             | Ausfallgrund |
| ---- | ---------- | ------------------ | ------------ | ----------------------- | ------------ |
| 1954 | Porsche KG | Porsche 550 Spyder | Johnny Claes | Rang 12 und Klassensieg |              |

### Einzelergebnisse in der Sportwagen-Weltmeisterschaft
| Saison | Team    | Rennwagen   | 1   | 2   | 3   | 4   | 5   | 6   | 7   |
| ------ | ------- | ----------- | --- | --- | --- | --- | --- | --- | --- |
| 1953   |         | Fiat 1100   | SEB | MIM | LEM | SPA | NÜR | RTT | CAP |
| 1953   |         | Fiat 1100   | DNF |     |     |     |     |     |     |
| 1954   | Porsche | Porsche 550 | BUA | SEB | MIM | LEM | RTT | CAP |     |
| 1954   | Porsche | Porsche 550 | 12  |     |     |     |     |     |     |